# Pentanema

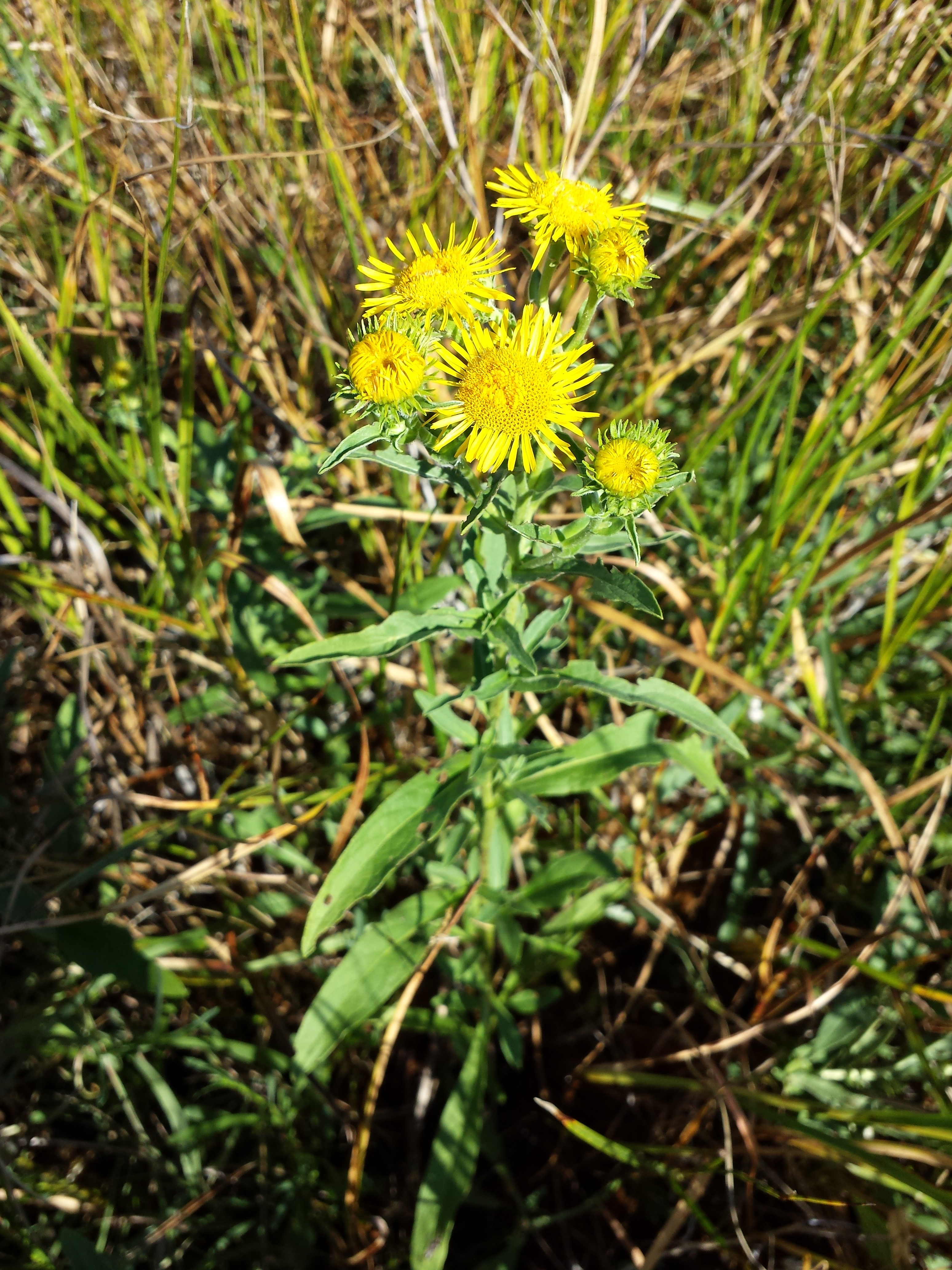
Oman łąkowy Pentanema britannica

Pentanema Cass. – rodzaj roślin z rodziny astrowatych. Obejmuje ok. 20 gatunków w tradycyjnym, wąskim ujęciu lub 34 w szerszym ujęciu (po 2018 roku). W węższym ujęciu należą tu gatunki występujące w południowo-zachodniej i południowej Azji oraz we wschodniej Afryce, a w szerszym – rozprzestrzenione w całej Eurazji. Sześć gatunków z tego rodzaju występuje w Polsce.
Niektóre gatunki uprawiane są jako ozdobne. Dotyczy to zwłaszcza omanu wschodniego P. orientale, ale często także omanu łąkowego P. britannica i wąskolistnego P. ensifolium. Oman łąkowy i szlachtawa P. squarrosum wykorzystywane są także jako rośliny lecznicze.

## Rozmieszczenie geograficzne
Zasięg rodzaju w tradycyjnym, wąskim ujęciu obejmuje południowo-zachodnią i południową Azję (po Cejlon na wschodzie) oraz Etiopię. Po rozszerzeniu ujęcia systematycznego rodzaju zaliczone zostały tu gatunki szeroko rozprzestrzenione w Europie i Azji, występujące także w północno-zachodniej Afryce. Rodzaj w szerokim ujęciu reprezentowany jest przez 6 gatunków występujących także w Polsce jako rośliny rodzime.
Gatunki flory Polski
Pierwsza nazwa naukowa według listy krajowej, druga – obowiązująca według bazy taksonomicznej Plants of the World online (jeśli jest inna)
- oman łąkowy, o. brytyjski Inula britannica L. ≡ Pentanema britannica (L.) D.Gut.Larr., Santos-Vicente, Anderb., E.Rico & M.M.Mart.Ort.
- oman niemiecki Inula germanica L. ≡ Pentanema germanicum (L.) D.Gut.Larr., Santos-Vicente, Anderb., E.Rico & M.M.Mart.Ort.
- oman szlachtawa Inula conyza DC. ≡ Pentanema squarrosum (L.) D.Gut.Larr., Santos-Vicente, Anderb., E.Rico & M.M.Mart.Ort.
- oman szorstki Inula hirta L. ≡ Pentanema hirtum (L.) D.Gut.Larr., Santos-Vicente, Anderb., E.Rico & M.M.Mart.Ort.
- oman wierzbolistny Inula salicina L. ≡ Pentanema salicinum (L.) D.Gut.Larr., Santos-Vicente, Anderb., E.Rico & M.M.Mart.Ort.
- oman wąskolistny Inula ensifolia L. ≡ Pentanema ensifolium (L.) D.Gut.Larr., Santos-Vicente, Anderb., E.Rico & M.M.Mart.Ort.

## Morfologia
PokrójByliny, rośliny jednoroczne i krzewinki, zwykle kłączowe, owłosione lub nagie, o pędach wzniesionych, z łodygami nie oskrzydlonymi i pozbawionymi przewodów żywicznych (w przeciwieństwie do Inula sensu stricto).
LiścieSkrętoległe, pojedyncze, równowąskie, eliptyczne lub jajowate, całobrzegie lub piłkowano-karbowane, ogonkowe lub siedzące i wówczas obejmujące łodygę, czasem nieco zbiegające.
KwiatyZebrane w koszyczki zwykle pojedyncze, czasem tworzące luźny, baldachogroniasty kwiatostan złożony. Okrywa z listkami dachówkowato ułożonymi w licznych rzędach, równowąskimi, lancetowatymi lub jajowatymi. Dno koszyczka jest płaskie lub wypukłe, nagie i bez plewinek. Kwiaty brzeżne języczkowe żeńskie, mają korony żółte, rzadko nieco czerwonawe, z języczkami na końcu trójząbkowymi. Kwiaty rurkowe wewnątrz koszyczka są obupłciowe, o koronie żółtej, rzadko czerwonawej, na końcach 5-ząbkowej.
OwoceNiełupki walcowate do elipsoidalnych, żebrowane, nagie lub owłosione, zwieńczone pojedynczym pierścieniem 5–45 włosków trwałego puchu kielichowego.

## Systematyka
Rodzaj z plemienia Inuleae z podrodziny Asteroideae z rodziny astrowatych Asteraceae. W obrębie plemienia jest jednym z rodzajów tzw. kompleksu Inula (Inula complex). Rodzaj Pentanema pierwotnie wyodrębniono dla grupy ok. 20 gatunków z południowej Azji i wschodniej Afryki, wyróżniających się nielicznymi włoskami puchu kielichowego (od 5 do 20). W tradycyjnym ujęciu takson ten okazał się parafiletycznym – w jego obrębie zagnieżdżonych jest część gatunków tradycyjnie zaliczana do rodzaju oman Inula. Ze względu na relacje filogenetyczne odkryte w wyniku badań molekularnych, ale także podobieństwa morfologiczne i taką samą liczbę podstawową chromosomów (x=10, podczas gdy w kladzie z wąsko ujmowanym rodzajem Inula x=8) wszystkie te gatunki zostały scalone w obrębie rodzaju Pentanema. Alternatywne rozwiązanie taksonomiczne, polegające na szerokim ujęciu rodzaju Inula (z włączeniem tu wszystkich rodzajów z kompleksu Inula), zostało odrzucone jako tworzące rodzaj bardzo zróżnicowany morfologicznie i kariologicznie. 
Wykaz gatunków
- Pentanema alanyense H.Duman & Anderb.
- Pentanema aschersonianum (Janka) D.Gut.Larr., Santos-Vicente, Anderb., E.Rico & M.M.Mart.Ort.
- Pentanema asperum (Poir.) G.V.Boiko & Korniy. – oman szorstkolistny
- Pentanema auriculatum (Boiss. & Balansa) D.Gut.Larr., Santos-Vicente, Anderb., E.Rico & M.M.Mart.Ort.
- Pentanema bifrons (L.) D.Gut.Larr., Santos-Vicente, Anderb., E.Rico & M.M.Mart.Ort.
- Pentanema britannica (L.) D.Gut.Larr., Santos-Vicente, Anderb., E.Rico & M.M.Mart.Ort. – oman łąkowy
- Pentanema caspicum (F.K.Blum ex Ledeb.) G.V.Boiko, Korniy. & Mosyakin
- Pentanema confertiflorum (A.Rich.) D.Gut.Larr., Santos-Vicente, Anderb., E.Rico & M.M.Mart.Ort.
- Pentanema divaricatum Cass.
- Pentanema ensifolium (L.) D.Gut.Larr., Santos-Vicente, Anderb., E.Rico & M.M.Mart.Ort. – oman wąskolistny
- Pentanema flexuosum (Boiss. & Hausskn.) Rech.f.
- Pentanema germanicum (L.) D.Gut.Larr., Santos-Vicente, Anderb., E.Rico & M.M.Mart.Ort. – oman niemiecki
- Pentanema gracile (Gilli) Rech.f.
- Pentanema helenioides (DC.) D.Gut.Larr., Santos-Vicente, Anderb., E.Rico & M.M.Mart.Ort.
- Pentanema helveticum (Weber) D.Gut.Larr., Santos-Vicente, Anderb., E.Rico & M.M.Mart.Ort.
- Pentanema hirtum (L.) D.Gut.Larr., Santos-Vicente, Anderb., E.Rico & M.M.Mart.Ort. – oman szorstki
- Pentanema inuloides (Fisch. & C.A.Mey.) D.Gut.Larr., Santos-Vicente, Anderb., E.Rico & M.M.Mart.Ort.
- Pentanema kurdistanicum Maroofi & Ghaderi
- Pentanema langeanum (Beck) D.Gut.Larr., Santos-Vicente, Anderb., E.Rico & M.M.Mart.Ort.
- Pentanema maletii (Maire) D.Gut.Larr., Santos-Vicente, Anderb., E.Rico & M.M.Mart.Ort.
- Pentanema mariae (Bordz.) D.Gut.Larr., Santos-Vicente, Anderb., E.Rico & M.M.Mart.Ort.
- Pentanema ×medium (M.Bieb.) G.V.Boiko & Korniy.
- Pentanema montanum (L.) D.Gut.Larr., Santos-Vicente, Anderb., E.Rico & M.M.Mart.Ort. – oman górski
- Pentanema nematolepis Rech.f.
- Pentanema oculus-christi (L.) D.Gut.Larr., Santos-Vicente, Anderb., E.Rico & M.M.Mart.Ort. – oman oko Chrystusa
- Pentanema orientale (Lam.) D.Gut.Larr., Santos-Vicente, Anderb., E.Rico & M.M.Mart.Ort. – oman wschodni
- Pentanema persicum (DC.) D.Gut.Larr., Santos-Vicente, Anderb., E.Rico & M.M.Mart.Ort.
- Pentanema prasinurum Rech.f.
- Pentanema pulicariiforme (DC.) Jaub. & Spach
- Pentanema pygmaeum (Gilli) Rech.f.
- Pentanema sabuletorum (Czern. ex Lavrenko) G.V.Boiko & Korniy.
- Pentanema salicinum (L.) D.Gut.Larr., Santos-Vicente, Anderb., E.Rico & M.M.Mart.Ort. – oman wierzbolistny
- Pentanema spiraeifolium (L.) D.Gut.Larr., Santos-Vicente, Anderb., E.Rico & M.M.Mart.Ort.
- Pentanema squarrosum (L.) D.Gut.Larr., Santos-Vicente, Anderb., E.Rico & M.M.Mart.Ort. – oman szlachtawa
- Pentanema verbascifolium (Willd.) D.Gut.Larr., Santos-Vicente, Anderb., E.Rico & M.M.Mart.Ort. – oman dziewannolistny